# Mansfield (Victoria)
Pour les articles homonymes, voir Mansfield.
Mansfield (2 843 habitants) est une ville de l'est de l'État de Victoria à 180 km au nord-est de Melbourne à proximité des monts Buller et Stirling et des lacs Eildon et Nilacootie. C'est donc surtout un centre touristique. La ville est touchée en 2021 par un séisme dont l'épicentre se trouve à quelques dizaines de kilomètres.